# Silvascincus murrayi
Espèce
Synonymes
- Lygosoma murrayi Boulenger, 1887
- Eulamprus murrayi (Boulenger, 1887)
- Lygosoma tamburinense Lönnberg & Andersson, 1915
- Lygosoma tenuis intermedius Kinghorn, 1932

Silvascincus murrayi est une espèce de sauriens de la famille des Scincidae.

## Répartition
Cette espèce est endémique d'Australie. Elle se rencontre au Queensland et en Nouvelle-Galles du Sud.

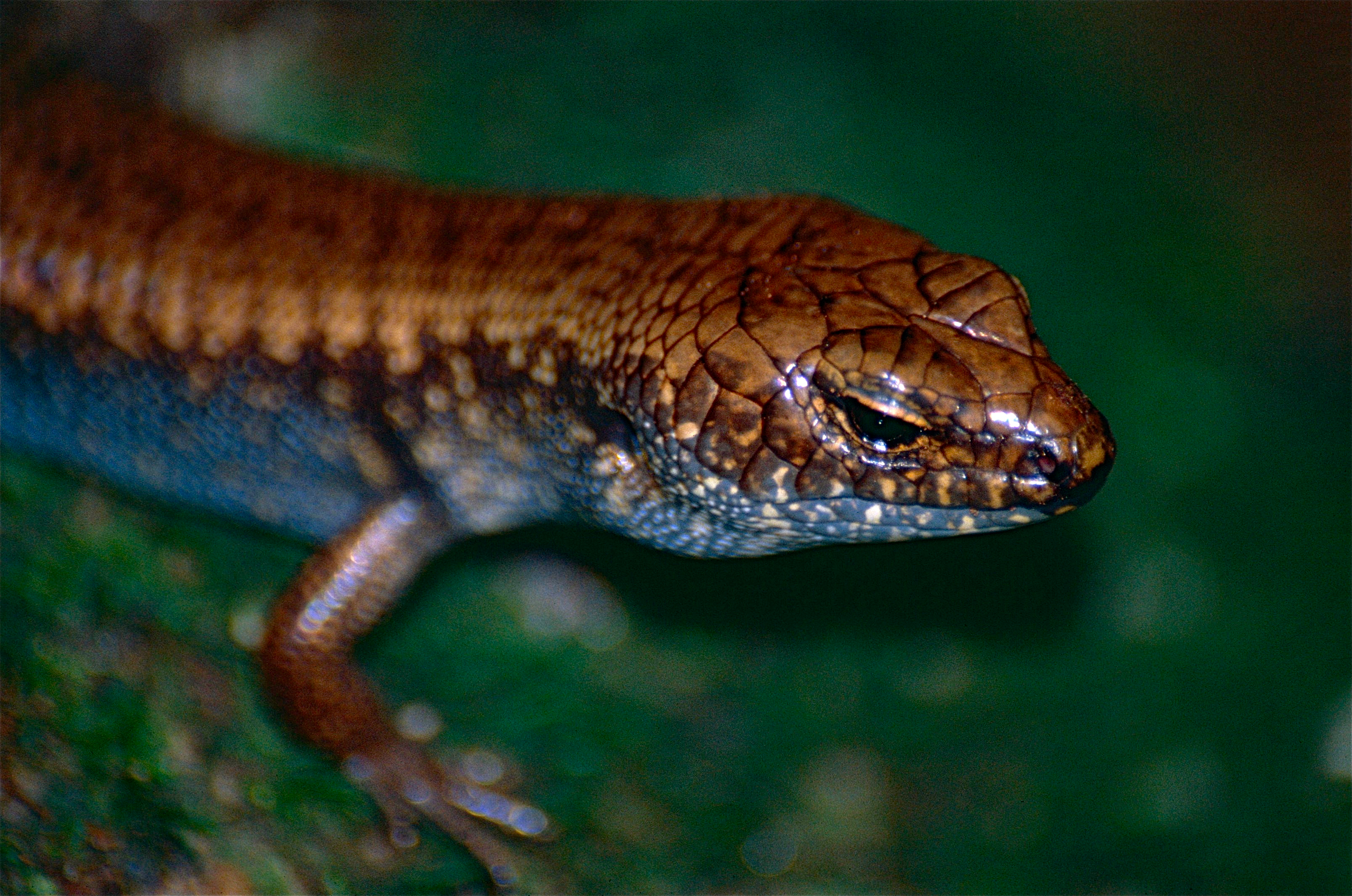

## Publication originale
- Boulenger, 1887 : Catalogue of the Lizards in the British Museum (Nat. Hist.) III. Lacertidae, Gerrhosauridae, Scincidae, Anelytropsidae, Dibamidae, Chamaeleontidae. London, p. 1-575 (texte intégral).